# 九鬼隆邑

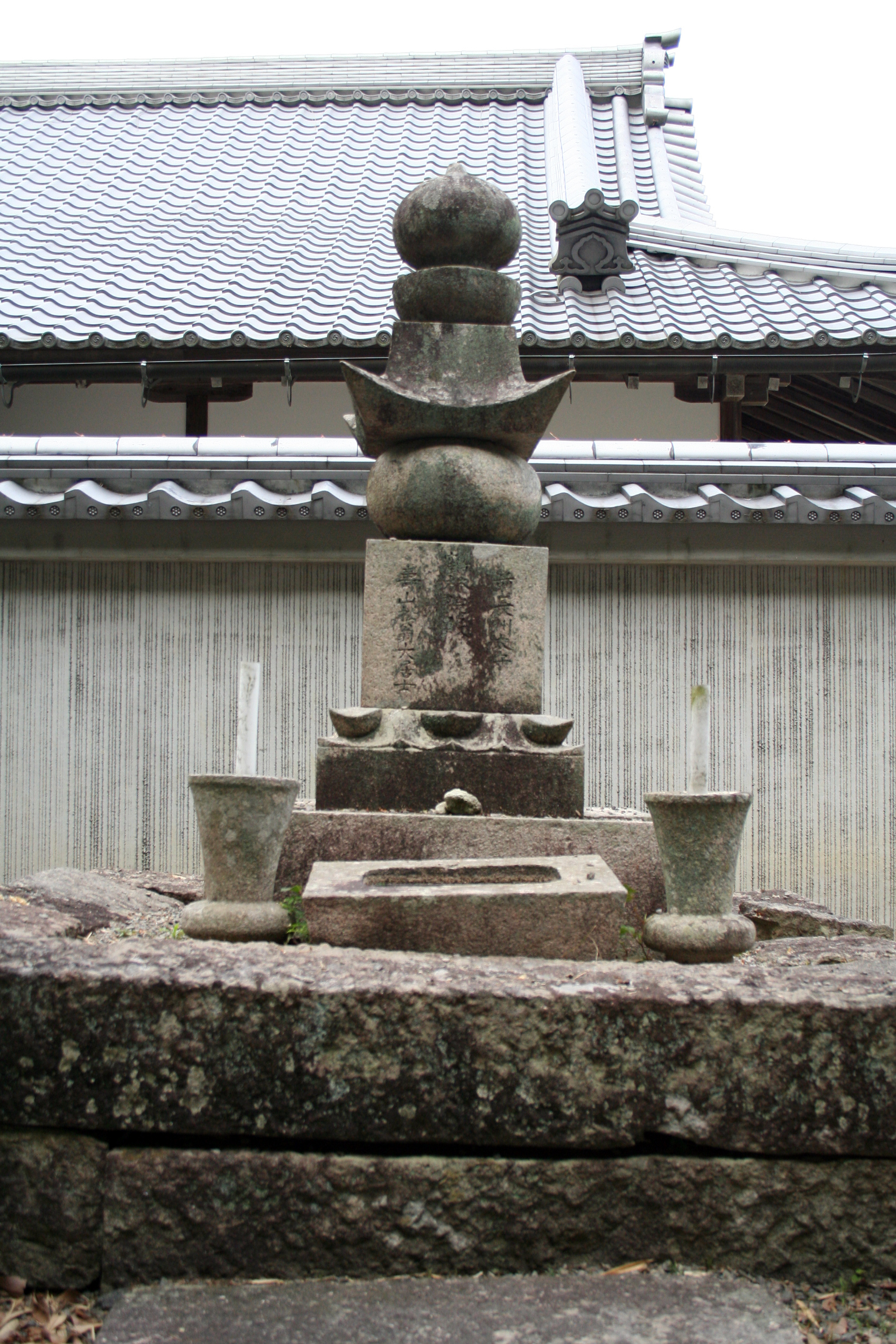
九鬼隆邑の墓（兵庫県三田市心月院）

九鬼 隆邑（くき たかむら、享保12年（1727年）- 文政3年8月5日（1820年9月11日））は、摂津三田藩の第8代藩主。九鬼氏20代当主。
丹波綾部藩主九鬼隆寛の三男。第7代藩主九鬼隆由の弟。母は黒田直邦の娘。正室は日向飫肥藩主伊東祐永の十一女・狩野（於秀）。子は九鬼隆張（長男）。官位は従五位下。長門守。号は松翁。幼名は仙次郎。
寛保3年（1743年）、隆由の死去に際し、その養嗣子として跡を継いだ。天明5年（1785年）11月14日、長男の隆張に家督を譲って隠居し、文政3年（1820年）8月5日に三田で死去した。享年94。法号は鶴林院。墓所は下谷の泰宗寺（現在は東京都豊島区駒込に移転）、明治時代に三田の心月院に改葬された。

## 隆邑の柔術
隆邑は、九鬼隆直が滝野遊軒から学んで以来、九鬼家に伝えられていた起倒流柔術を兄・隆由から学び、隆由の死後は鈴木邦教（滝野遊軒の弟子）から同流の柔術を学んだ。
その後、長男の隆張に起倒流を伝え、以降は隆輝まで伝承が続いた。この、九鬼家の家伝となった起倒流の系統は起倒流九鬼派と呼ばれた。

## 隆邑の90歳の祝賀
隆邑（松翁）は、歴代藩主の中でも最も長命な人物であり、文政2年（1819年）正月19日には90歳の祝賀が行われた。代々三田藩の家老を務めた澤野氏により明治初期に編纂された「九鬼史」（個人蔵）には、
とあり、領民には餅が配られ、2日間にわたり能が演じられ、家中一同の観能が許された。なお、三田藩にかかる記録類において、能・狂言に関する記載は当該条文のみである。また、当該祝賀の実施場所については、藩主である九鬼隆国が文政元年（1818年）5月19日に三田に帰国し、同3年（1820年）3月24日に参府のため三田を出立しているので、三田城陣屋の藩庁、もしくは三田城陣屋郭内の隆邑の隠居所であった御下屋敷の広間か書院で行われたと考えられる。
九鬼松翁により「富貴是長命」と揮毫された長寿を寿ぐ書軸が今日に伝わっている。